# Morten Spiegelhauer
Morten Spiegelhauer (født 2. juni 1969 i København) er dansk journalist og tv-vært på TV 2-programmet Operation X.
I 1991 og to år frem arbejdede han frivilligt for Månedsbladet Press. Derefter søgte han ind på Danmarks Journalisthøjskole og blev færdig i 1997 (var i skolepraktik hos DR på programmet Station 3). Efter endt uddannelse blev han ansat på DRs Ungdomsafdeling "Go" og flyttede et år senere til programmet U-land hvor han bl.a. lavede tv til DR2 og radio til P1 og P3. I 2000 var han med til, som bl.a. vært, at starte fornyelsen af Radioavisen, P3 Nyheder. Morten Spiegelhauer stoppede d. 31. maj 2004 på Danmarks Radio for at blive vært på TV 2.[kilde mangler]
I 2007 udkom bogen Operation Spiegelhauer som fortæller om det risikable og nervepirrende job som vært på dokumentarprogrammet Operation X, og om hvordan mange af udsendelserne har påvirket ham selv og hans eget liv.
I 2012 modtog han særprisen ved Billed-Bladets prisuddeling TV-guld.
I 2013 deltog han i femte sæson af Stjernerne på slottet sammen med Ibi Støving, Lisbeth Dahl, Joachim Boldsen og Janus Nabil Bakrawi.
I 2021 var han nomineret til Publicistprisen.

## Filmografi
- Operation X (2004-nu) - vært
- Stjernerne på slottet (2013, sæson 5)